# 伊藤実信
伊藤 実信（いとう さねのぶ）は、戦国時代の武将。石見吉見氏の家臣。父は伊藤信恒。

## 生涯
大永7年（1527年）、吉見氏家臣の伊藤信恒の子として生まれる。天文5年（1536年）に父・信恒が死去し、その後を継ぐ。
永禄12年（1569年）7月、吉川元春や小早川隆景が率いる毛利軍と大友氏の戦い（多々良浜の戦い）が北九州で続く中、尼子勝久や山中幸盛らの尼子氏再興軍が出雲国へ侵入し、さらに同年10月11日に大友宗麟の客将だった大内輝弘が宗麟の後援を受けて周防国へ侵攻した（大内輝弘の乱）。
大内輝弘は翌10月12日に秋穂から山口へ進軍し、僅かな兵を率いて平野口を守る井上就貞を糸根峠で討ち取って山口に侵入。築山の大内氏館に在陣した輝弘は、城将・市川経好が九州出征中で不在の高嶺城を攻撃した。高嶺城には内藤就藤、山県元重、竺雲恵心らが僅か百余人の主兵を率いて籠城し、市川経好の妻も甲冑を着用して籠城に加わった。高嶺城攻略に手こずった輝弘は、山口の市街に火を放って高嶺城への示威を試みた。実信は九州出征中の吉見正頼に代わって、三本松城の守将であった上領頼規・頼武父子や吉賀頼貞らと共に、高嶺城を救うため津和野から南下して山口に進撃した。
翌10月13日、宮野口の仁保の杖坂において大内輝弘家臣の城井小次郎と戦ったが、この戦いで実信は上領頼武と共に戦死した。享年43。実信には嗣子がいなかったため、須子和泉守の嫡男・頼時が婿養子として後を継いだ。